# Segunda Guerra Anglo-Maiçor
A Segunda Guerra Anglo–Maiçor foi um conflito entre o Reino de Maiçor e a Companhia Britânica das Índias Orientais que ocorreu de 1780 até 1784. Na época, Maiçor (ou Mysore) era um aliado chave da França no território indiano. O conflito desta e de sua aliada, a República das Sete Províncias, contra a Grã-Bretanha na Guerra de Independência dos Estados Unidos acentuou as hostilidades Anglo–Maiçorianas na Índia. A maioria dos soldados da companhia eram criados, treinados, pagos e comandados por esta, e não pelo governo britânico. Entretanto, as operações da companhia eram reforçadas por tropas da coroa envidadas da Bretanha, e também por tropas enviadas de Hanôver, que também era comandado pelo rei Jorge III.
Após a captura pelos britânicos do porto francês de Mahé em 1779, o governante de Maiçor, Hider Ali, iniciou ataques contra a Companhia Britânica em 1780, obtendo sucesso significativo nas primeiras campanhas. Com o avanço da guerra, os britânicos conseguiram recuperar alguns de seus territórios que haviam sido perdidos. Tanto a França quanto a Inglaterra enviaram tropas e esquadras navais da Europa para auxiliar os seus aliados, o que foi ampliado em 1780 quando os britânicos declararam guerra à República das Sete Províncias. Em 1783, notícias de uma paz preliminar entre a França e a Inglaterra alcançaram a Índia, resultando na retirada do apoio francês ao esforço de guerra de Maiçor. Isso facilitou o objetivo dos britânicos de colocar um fim a esse conflito, fazendo com que o governo ordenasse a sua companhia tentar alcançar a paz com Maiçor. Isso resultou no Tratado de Mangalor, assinado em 11 de março de 1784, que restaurou o status quo ante bellum em termos que oficiais da companhia, como Warren Hastings, consideraram extremamente desfavoráveis.